# Étienne de Saint Genys
Étienne Marie, comte de Saint-Genys, est un diplomate et collectionneur français né le 6 avril 1856 à Gavrus et mort le 18 septembre 1915 au château de la Gemmeraie, à La Chapelle-sur-Oudon (Maine-et-Loire).
Son portrait, réalisé par Hubert Vos (1855-1935), est conservé au musée des Beaux-Arts d'Angers.

## Biographie
Étienne de Saint-Genys, né d'une famille d'aristocrates installés en Anjou au début du XIXe siècle, embrasse une carrière de diplomate qui le conduit de Saint-Pétersbourg en 1880, à Lima en 1883, ainsi qu'à Londres en 1886 et à Tokyo. Tout comme son grand oncle, le peintre Lancelot Théodore Turpin de Crissé, il a légué à sa mort en 1915 sa collection d'œuvres d'art aux musées d'Angers ainsi que sa bibliothèque. De ses voyages il a notamment rapporté des vases précolombiens chimu, des icônes russes et 280 estampes japonaises, dont des vues de la célèbre Route de Tokaïdo d'Hiroshige. 
Il est surtout réputé pour sa collection de dessins de maîtres anciens, des écoles françaises, italiennes et du nord, qui compte plusieurs chefs-d'œuvre. De 1898 environ à sa mort en 1915, il s'investit dans l'enrichissement de cette collection et fréquente assidument les salles de vente. Le peintre et expert Paul Mathey le conseille dans ses acquisitions. Saint-Genys fréquente également Henry de Chennevières, conservateur au musée du Louvre, qu'il chargera de veiller à la bonne exécution de son testament et à l'installation des œuvres dans leurs lieux d'exposition. Plusieurs dessins ayant appartenu à Saint-Genys portent les marques de collections prestigieuses, notamment celle d'Everhard Jabach, de Vivant Denon, de Jean-Baptiste Meyran de Lagoy, du peintre Joshua Reynolds, de Moritz von Fries etc.
Parmi les œuvres léguées aux musées d'Angers figurent des dessins de Jean Cousin, Boucher, Delacroix, Niccolo dell'Abbate, le Parmesan, le Guerchin, Solimena, Bloemaert, Rubens, Rembrandt et Van Goyen. Sa marque de collection Lugt porte le numéro L.4823.